# Aubevoye
Aubevoye är en kommun i departementet Eure i regionen Normandie i norra Frankrike. Kommunen ligger i kantonen Gaillon som tillhör arrondissementet Les Andelys. År 2018 hade Aubevoye 4 936 invånare.

## Befolkningsutveckling
Antalet invånare i kommunen Aubevoye
Referens:INSEE